# Климов Валерій Олександрович (скрипаль)
Валерій Олександрович Климов ( 1931-2022) — радянський скрипаль, педагог, Народний артист СРСР (1989).

## Життєпис
Валерій Климов народився 16 жовтня 1931 року в Києві.
Навчатися музиці почав під керівництвом батька — диригента і педагога Олександра Гнатовича Климова. З 7 років займався (з перервою на евакуацію в Сталінабаді в роки внімецько-радянської війни) в Одеській музичній школі-інтернаті для обдарованих дітей у Петра Столярського (нині Одеська середня спеціальна музична школа-інтернат імені П. С. Столярського), з 1945 — у Беньяміна Мордковича.
У 1949 році виступив публічно з концертами А. К. Глазунова, В. А. Моцарта і Ф. Мендельсона. Тоді ж відбулася його зустріч з Давидом Ойстрахом.
У 1951 році Валерій Климов вступив до Київської консерваторії імені П. І. Чайковського (нині Національна музична академія України імені П. І. Чайковського), де навчався у Бориса Фішмана. Після року навчання перевівся до Московської консерваторії імені П. І. Чайковського в клас Давида Ойстраха (закінчив з відзнакою в 1956 році, а в 1959 — під його ж керівництвом — аспірантуру).
У 1955 році зайняв шосте місце на Конкурсі імені М. Лонг і Ж. Тібо, а в 1956 році Валерій Климов став переможцем конкурсу скрипалів імені Йозефа Славіка та Франтішека Ондржічека. Однак головний успіх приніс 1-й Міжнародний конкурс імені Чайковського у 1958 році, на якому він став першим серед скрипалів.
З 1957 року Валерій Климов почав працювати солістом Московської філармонії.
Концертував в Радянському Союзі та за кордоном. Виступав з найбільшими оркестрами світу під керуванням видатних диригентів, в числі яких Є. Ф. Свєтланов, К. П. Кондрашин, Г. Н. Рождественьський, К. К. Іванов, А. Янсонс, Л. Бернстайн (США), Ю. Орманді (США), К. Цеккі (Італія), В. Завалліш (Німеччина), Н. дель Мар (Велика Британія), С. Бодо (Франція), Ф. П. Деккер (Канада) та інші. У числі відомих оркестрів з якими виступав скрипаль — Ленінградський оркестр Є. А. Мравинського, Великий симфонічний оркестр Всесоюзного радіо і телебачення, Лондонський симфонічний оркестр, симфонічний оркестр Бі-бі-сі, Берлінський філармонічний оркестр, Королівський оркестр Консертгебау (Амстердам), Нью-Йоркський симфонічний оркестр, Вашингтонський державний оркестр, Філадельфійський симфонічний оркестр, Токійський симфонічний оркестр та інші творчі колективи.
Протягом 25 років тривав творчий союз музиканта з Державним академічним симфонічним оркестром СРСР. Виступав з концертами у всесвітньо відомих залах, таких як: Великий зал консерваторії (Москва), Великий зал Ленінградської філармонії, Карнегі-хол (Нью-Йорк), Лінкольн-центр (Нью-Йорк), Фестиваль-хол (Лондон), Альберт- хол (Лондон), Мюзікферайн (Відень), Медісон-сквер-гарден (Нью-Йорк), Зал Берлінської філармонії, Гевандгаус (Лейпциг), Оперний театр (Сідней) та в багатьох інших.
Має численні записи на грамплатівки і CD, здійснені фірмами: "Мелодія (СРСР, Росія), «EMI Elektrola» (Велика Британія), «Ariola» (Німеччина), «Toshiba» (Японія), «Victor Compani» і «Angel Records» (США), «Le Chant du Monde» (Франція) та ін.
З 1965 по 1989 роки Валерій Климов викладав у Московській консерваторії імені П. І. Чайковського (з 1974 — завідувач кафедри скрипки, з 1983 — професор). Серед учнів — Олена Денисова.
Неодноразово брав участь в журі багатьох міжнародних конкурсів: імені П. І. Чайковського в Москві, імені М. Лонг — Ж. Тібо в Парижі, імені Н. Паганіні в Генуї, імені В. А. Моцарта в Зальцбурзі, імені Я. Сібеліуса в Гельсінкі, імені Г. Куленкампфа в Кельні, а також в конкурсах в Монреалі і Токіо тощо.
З 1989 року викладає у Вищій школі музики Саарбрюккена (Німеччина).

### Родина
- Батько — Олександр Гнатович Климов (1898—1974), диригент, заслужений діяч мистецтв Таджицької РСР (1945) та Української РСР (1949)
- Мати — Зінаїда Омелянівна Шеховцова-Климова (1914-?), арфистка.
- Дружина — Раїса (Розіта) Михайлівна Бобринева-Климова (1930—2009), співачка[3], заслужена артистка Російської РФСР (1970)
- Дочка — Тетяна Валеріївна Климова (нар. 1961), піаністка

## Нагороди та звання
- Лауреат Міжнародного конкурсу скрипалів на III Всесвітньому фестивалі молоді і студентів у Берліні (1951)
- Лауреат Міжнародного конкурсу скрипалів імені М. Лонг і Ж. Тібо в Парижі (1955, 6-та премія)
- Лауреат конкурсу скрипалів імені Й. Славіка та Ф. Ондржічека в рамках Міжнародного музичного фестивалю «Празька весна» (1956, 1-ша премія)
- Лауреат Міжнародного конкурсу імені П. І. Чайковського в Москві (1958, 1-ща премія)
- Заслужений артист РРФСР (1962)
- Народний артист РРФСР (1972)
- Народний артист СРСР (1989).